# كبلر-22b

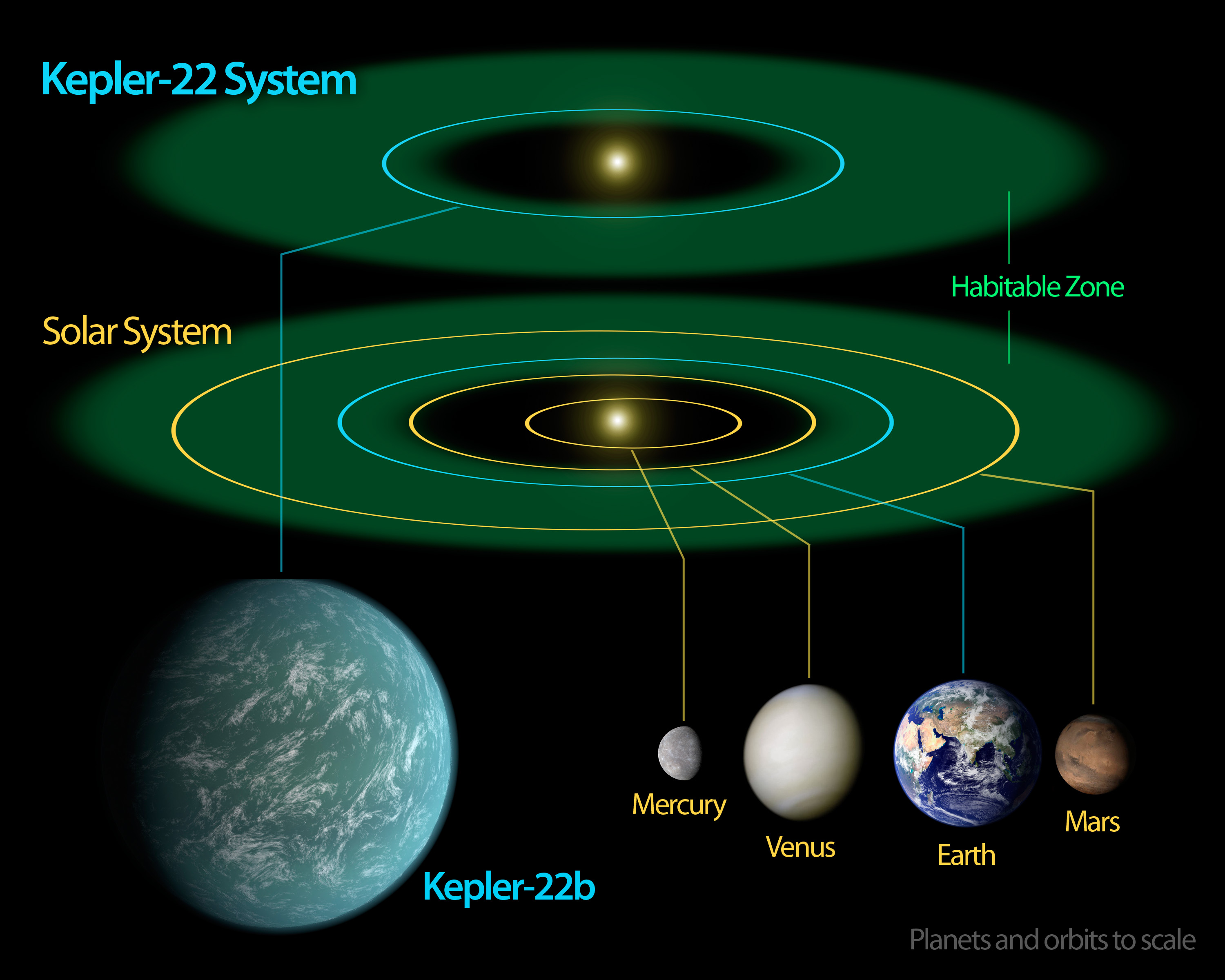
مخطط يوضح نظام النجم كيبلر-22 والذي يضم الكوكب كيبلر-22بي بالمقارنة مع الكواكب الداخلية في النظام الشمسي.

كبلر-22بي (بالإنجليزية: Kepler-22b)‏ هو أول كوكب خارج المجموعة الشمسية ، إلى الآن يتم التحقق و التفحص من أنه يدور في نطاق صالح للسكن لاحتوائه على مسطحات مائية ودرجة حرارته الملائمة للإنسان والبالغة 22 درجة مئوية ويدور حول نجم شبيه بالشمس . سمي الكوكب بهذا الاسم نسبة إلى تلسكوب كبلر التابع لوكالة الفضاء الأمريكية. تم الإعلان عن اكتشاف الكوكب في 5 ديسمبر 2011. يعادل قطر الكوكب حوالي 2.4 ضعف قطر كوكب الأرض، ويبعد بمسافة 620 سنة ضوئية من الأرض ويدور حول النجم كيبلر 22 و هو نجم من نوع G. على الرغم من عدم توافر معلومات عن كتلة وتركيب الكوكب، إلا أن كثافته تعادل كثافة الأرض (5.515 جرام/سم3)، بينما تعادل الجاذبية السطحية للكوكب حوالي 2.4 من الجاذبية السطحية للأرض.
حجم كيبلر 22 أكبر بمرتين من حجم الأرض تقريبًا. كتلته وتكوين سطحه غير معروفين. استُبعد أن يكون تكوينه مشابهًا للأرض. من المحتمل أنه يتمتع بتركيبة غنية بالمواد المتطايرة مع غلاف خارجي سائل أو غازي. المعاملات الوحيدة المتاحة حاليًا لمدار الكوكب هي الفترة المدارية، التي تبلغ نحو 290 يومًا، وزاوية الميلان التي تساوي 90 درجة تقريبًا. تشير الدلائل إلى أن درجة حرارة سطح الكوكب معتدلة، على افتراض أن السطح لا يخضع لتأثير بيت زجاجي شديد. في حالة افتقاره لغلاف جوي، ستكون درجة حرارة التوازن الخاصة به (بافتراض أن وضاءته شبيهة بوضاءة الأرض) 262 كلفن تقريبًا (11 - درجة مئوية)، مقارنةً بـ 255 كلفن (18 - درجة مئوية) على الأرض.
رُصد عبور الكوكب الفلكي لأول مرة في 12 مايو 2009. أُعلِن عن تأكيد وجود كيبلر 22 بي في 5 ديسمبر 2011.

## الخصائص
كيبلر 22 بي هو كوكب خارجي يدور حول النجم كيبلر 22. يبعد عن الأرض نحو 587 سنة ضوئية (180 فرسخ فلكي) في كوكبة الدجاجة. اكتُشف بواسطة تلسكوب كيبلر الفضائي في ديسمبر 2011.

### الكتلة ونصف القطر
يبلغ نصف قطر كيبلر 22 بي نحو 2.4 ضعف نصف قطر الأرض. ما زالت كتلته وتكوين سطحه غير معروفين، لكن هناك بعض التقديرات التقريبية فقط: يتمتع بكتلة أقل من 124 ضعف كتلة الأرض مع مجال ثقة يساوي 3 سيغما (انحراف معياري)، وكتلة أقل من 36 كتلة أرضية مع مجال ثقة يساوي 1 سيجما. لا يكشف النموذج المُعتمد الكتلة بشكل موثوق (أفضل قيمة ملائمة هي أكبر قليلًا مجال ثقة 1 سيغما).
قد يكون كوكب كيبلر 22 بي، الذي أطلق عليه العلماء اسم «العالم المائي»، كوكبًا «محيطيًا». قد يكون أيضًا مشابهًا للكوكب الغني بالمياه جي جاي 1214 بي على الرغم من أن كيبلر 22 بي، على عكس جي جاي 1214 بي، يقع في المنطقة الصالحة للحياة. استُبعد أن يكون ذو تركيب شبيه بالأرض مع مجال ثقة يساوي 1 سيغما على الأقل بواسطة قياسات السرعة الشعاعية للنظام. بالتالي، من المرجح أن يكون له تركيبة غنية بالمواد المتطايرة مع غلاف خارجي سائل أو غازي؛ ما يجعله مشابهًا لكوكب كيبلر 11 إف، أصغر كوكب غازي معروف. قالت ناتالي باتالها، إحدى العلماء في مشروع تلسكوب كيبلر الفضائي: «إذا كان محيطيًا في الغالب مع لبّ صخري صغير، فمن المحتمل وجود الحياة في مثل هذا المحيط». حفز هذا الاحتمال مشروع البحث عن ذكاء خارج الأرض (إس إي تي آي) لإجراء بحث عن أفضل الكواكب المُرشحة لاستضافة الحياة الخارجية.

### النجم المستضيف
النجم المستضيف، كيبلر 22، هو نجم من النوع الطيفي جي وهو أخف بنسبة 3% من الشمس وأصغر بنسبة 2%. تبلغ درجة حرارة سطحه 5518 كلفن (5245 درجة مئوية) مقارنةً بالشمس التي تبلغ درجة حرارة سطحها 5778 كلفن (5505 درجة مئوية). يبلغ عمر هذا النجم نحو 4 مليارات سنة، في حين يبلغ عمر الشمس 4.6 مليار سنة.
يبلغ القدر الظاهري للنجم 11.5، ما يعني أنه خافت جدًا لدرجة لا يُسمح برؤيته بالعين المجردة.

## اقرأ أيضا
- نطاق صالح للسكن
- كوروت-7ب
- طرق اكتشاف كواكب خارج المجموعة الشمسية
- كبلر-10سي
- HD 131399 Ab
- نجم 16 الدجاجة
- كواكب كيبلر